# Dubai Tennis Championships 2024 - Qualificazioni singolare femminile
Le qualificazioni del singolare femminile del Dubai Tennis Championships 2024 sono un torneo di tennis preliminare per accedere alla fase finale della manifestazione disputate il 16 e 17 febbraio 2024. Le vincitrici dell'ultimo turno sono entrate di diritto nel tabellone principale. In caso di ritiro di una o più giocatrici aventi diritto a queste sono subentrate le lucky loser, ossia le giocatrici che hanno perso nell'ultimo turno ma che avevano una classifica più alta rispetto alle altre partecipanti che avevano comunque perso nel turno finale.

## Teste di serie
1. Anna Kalinskaja (qualificata)
2. Kateřina Siniaková (spostata nel tabellone principale)
3. Clara Burel (qualificata)
4. Magdalena Fręch (qualificata)
5. Elisabetta Cocciaretto (ultimo turno, lucky loser)
6. Lucia Bronzetti (ultimo turno, lucky loser)
7. Martina Trevisan (primo turno)
8. Wang Xiyu (qualificata)

1. Danielle Collins (ritirata)
2. Cristina Bucsa (ultimo turno, lucky loser)
3. Viktorija Tomova (qualificata)
4. Jaqueline Cristian (primo turno)
5. Julija Putinceva (ultimo turno)
6. Bernarda Pera (qualificata)
7. Greet Minnen (primo turno)
8. Kamilla Rachimova (ultimo turno)

## Qualificate
1. Anna Kalinskaja
2. Viktorija Tomova
3. Clara Burel
4. Magdalena Fręch

1. Bernarda Pera
2. Nao Hibino
3. Storm Hunter
4. Wang Xiyu

### Lucky loser
1. Elisabetta Cocciaretto
2. Cristina Bucsa

1. Lucia Bronzetti

## Tabellone

### Legenda
| - Q = Qualificato - WC = Wild card - LL = Lucky loser | - ALT = Alternate - SE = Special Exempt - PR = Protected Ranking | - w/o = Walkover - r = Ritirato - d = Squalificato |

### Sezione 1
|  | Primo turno | Primo turno       | Primo turno       | Primo turno | Primo turno |  |  | Ultimo turno | Ultimo turno      | Ultimo turno      | Ultimo turno | Ultimo turno |  |
|  |             |                   |                   |             |             |  |  |              |                   |                   |              |              |  |
|  | 1           | Anna Kalinskaja   | Anna Kalinskaja   | 6           | 6           |  |  |              |                   |                   |              |              |  |
|  |             | Rebeka Masarova   | Rebeka Masarova   | 4           | 3           |  |  | 1            | Anna Kalinskaja   | Anna Kalinskaja   | 6            | 6            |  |
|  |             | Alycia Parks      | Alycia Parks      | 62          | 1           |  |  | 16           | Kamilla Rachimova | Kamilla Rachimova | 2            | 2            |  |
|  | 16          | Kamilla Rachimova | Kamilla Rachimova | 7           | 6           |  |  |              |                   |                   |              |              |  |

### Sezione 2
|  | Primo turno | Primo turno      | Primo turno      | Primo turno | Primo turno |  |  | Ultimo turno | Ultimo turno     | Ultimo turno     | Ultimo turno | Ultimo turno |  |
|  |             |                  |                  |             |             |  |  |              |                  |                  |              |              |  |
|  | Alt         | Tímea Babos      | 6                | 2           | 6           |  |  |              |                  |                  |              |              |  |
|  |             | Marija Timofeeva | 2                | 6           | 3           |  |  | Alt          | Tímea Babos      | Tímea Babos      | 4            | 3            |  |
|  | WC          | Ankita Raina     | Ankita Raina     | 4           | 0           |  |  | 11           | Viktorija Tomova | Viktorija Tomova | 6            | 6            |  |
|  | 11          | Viktorija Tomova | Viktorija Tomova | 6           | 6           |  |  |              |                  |                  |              |              |  |

### Sezione 3
|  | Primo turno | Primo turno          | Primo turno | Primo turno | Primo turno |  |  | Ultimo turno | Ultimo turno | Ultimo turno | Ultimo turno | Ultimo turno |  |
|  |             |                      |             |             |             |  |  |              |              |              |              |              |  |
|  | 3           | Clara Burel          | 3           | 6           | 6           |  |  |              |              |              |              |              |  |
|  |             | Aljaksandra Sasnovič | 6           | 4           | 4           |  |  | 3            | Clara Burel  | Clara Burel  | 6            | 6            |  |
|  |             | Eva Lys              | 3           | 7           | 6           |  |  |              | Eva Lys      | Eva Lys      | 2            | 1            |  |
|  | 12          | Jaqueline Cristian   | 6           | 63          | 2           |  |  |              |              |              |              |              |  |

### Sezione 4
|  | Primo turno | Primo turno          | Primo turno          | Primo turno | Primo turno |  |  | Ultimo turno | Ultimo turno     | Ultimo turno | Ultimo turno | Ultimo turno |  |
|  |             |                      |                      |             |             |  |  |              |                  |              |              |              |  |
|  | 4           | Magdalena Fręch      | 2                    | 6           | 4           |  |  |              |                  |              |              |              |  |
|  |             | Arina Rodionova      | 6                    | 3           | 1r          |  |  | 4            | Magdalena Fręch  | 6            | 3            | 6            |  |
|  | WC          | Coumba Ben Niangadou | Coumba Ben Niangadou | 1           | 1           |  |  | 13           | Julija Putinceva | 3            | 6            | 4            |  |
|  | 13          | Julija Putinceva     | Julija Putinceva     | 6           | 6           |  |  |              |                  |              |              |              |  |

### Sezione 5
|  | Primo turno | Primo turno            | Primo turno            | Primo turno | Primo turno |  |  | Ultimo turno | Ultimo turno           | Ultimo turno | Ultimo turno | Ultimo turno |  |
|  |             |                        |                        |             |             |  |  |              |                        |              |              |              |  |
|  | 5           | Elisabetta Cocciaretto | Elisabetta Cocciaretto | 6           | 6           |  |  |              |                        |              |              |              |  |
|  | WC          | Zeynep Sönmez          | Zeynep Sönmez          | 3           | 0           |  |  | 5            | Elisabetta Cocciaretto | 6            | 5            | 2            |  |
|  |             | Laura Siegemund        | 6                      | 1           | 2           |  |  | 14           | Bernarda Pera          | 4            | 7            | 6            |  |
|  | 14          | Bernarda Pera          | 4                      | 6           | 6           |  |  |              |                        |              |              |              |  |

### Sezione 6
|  | Primo turno | Primo turno       | Primo turno       | Primo turno | Primo turno |  |  | Ultimo turno | Ultimo turno    | Ultimo turno | Ultimo turno | Ultimo turno |  |
|  |             |                   |                   |             |             |  |  |              |                 |              |              |              |  |
|  | 6           | Lucia Bronzetti   | Lucia Bronzetti   | 6           | 6           |  |  |              |                 |              |              |              |  |
|  |             | Tereza Martincová | Tereza Martincová | 1           | 4           |  |  | 6            | Lucia Bronzetti | 6            | 3            | 4            |  |
|  |             | Nao Hibino        | Nao Hibino        | 6           | 6           |  |  |              | Nao Hibino      | 3            | 6            | 6            |  |
|  | 15          | Greet Minnen      | Greet Minnen      | 4           | 2           |  |  |              |                 |              |              |              |  |

### Sezione 7
|  | Primo turno | Primo turno      | Primo turno      | Primo turno | Primo turno |  |  | Ultimo turno | Ultimo turno   | Ultimo turno | Ultimo turno | Ultimo turno |  |
|  |             |                  |                  |             |             |  |  |              |                |              |              |              |  |
|  | 7           | Martina Trevisan | Martina Trevisan | 5           | 4           |  |  |              |                |              |              |              |  |
|  |             | Storm Hunter     | Storm Hunter     | 7           | 6           |  |  |              | Storm Hunter   | 4            | 6            | 6            |  |
|  | WC          | Celine Simunyu   | Celine Simunyu   | 0           | 3           |  |  | 10           | Cristina Bucșa | 6            | 4            | 2            |  |
|  | 10          | Cristina Bucșa   | Cristina Bucșa   | 6           | 6           |  |  |              |                |              |              |              |  |

### Sezione 8
|  | Primo turno | Primo turno    | Primo turno    | Primo turno | Primo turno |  |  | Ultimo turno | Ultimo turno | Ultimo turno | Ultimo turno | Ultimo turno |  |
|  |             |                |                |             |             |  |  |              |              |              |              |              |  |
|  | 8           | Wang Xiyu      | Wang Xiyu      | 6           | 6           |  |  |              |              |              |              |              |  |
|  |             | Ėrika Andreeva | Ėrika Andreeva | 4           | 2           |  |  | 8            | Wang Xiyu    | Wang Xiyu    | 6            | 6            |  |
|  |             | Sara Errani    | Sara Errani    | 6           | 6           |  |  |              | Sara Errani  | Sara Errani  | 3            | 2            |  |
|  | Alt         | İpek Öz        | İpek Öz        | 3           | 0           |  |  |              |              |              |              |              |  |